# 蔦 (橘型駆逐艦)
蔦（つた）は日本海軍の駆逐艦。仮称5514号艦、橘型（改松型）駆逐艦3番艦として横須賀海軍工廠で建造された。
艦名は植物の蔦による。艦名としては樅型駆逐艦の14番艦「蔦」に続いて2代目。

## 艦歴
竣工後、訓練部隊の第十一水雷戦隊（高間完少将）に編入。2月20日に駆逐艦「宵月」とともに横須賀を出港して瀬戸内海に回航される。その間、内海で対空戦闘を行った。
4月25日付で第三十一戦隊（鶴岡信道少将）第五十二駆逐隊に編入された。4月30日から佐世保相の浦泊地で待機。
6月以降に呉に移動し、回天搭載艦に改装。7月に回天搭載艦に改装された同型艦「竹」「榧」「槇」「桐」と共に山口県屋代島に移動。擬装したうえで待機中に終戦を迎えた。10月5日、除籍。
12月1日、特別輸送艦に指定され、復員輸送に従事。その後、賠償艦として1947年（昭和22年）7月31日に中国に引渡され、「接九号」と仮命名された後、「華陽（ファヤン Hua Yang）」と命名された。中華民国海軍所属の旧日本軍艦の一翼を担ったものの、艦の状態がよくなかったため再武装されず任務も与えられなかった。国共内戦中の1949年5月に上海を脱出して馬公に到着するも、翌1950年に退役して解体される。流用可能な部品は、同型艦の「信陽」（元「初梅」）に使用された。

## 歴代艦長
※『艦長たちの軍艦史』369頁による。

### 艤装員長
1. 國谷正信 中佐 1944年12月25日-

### 駆逐艦長
1. 國谷正信 大佐 1945年2月8日-